# The Mating Mind
 (mai 2014).
Si vous disposez d'ouvrages ou d'articles de référence ou si vous connaissez des sites web de qualité traitant du thème abordé ici, merci de compléter l'article en donnant les références utiles à sa vérifiabilité et en les liant à la section « Notes et références ».
The Mating Mind est un essai de Geoffrey Miller paru en 2000, dont l'objectif est d'expliquer tous les caractères phénotypiques par un phénomène de sélection sexuelle.

## Contenu
Charles Darwin donne à la pression de sélection deux composantes :
– la lutte pour la survie (sélection de survie) : on ne laissera pas de descendance si on meurt avant l'âge requis pour la procréation ;
– la lutte pour trouver et séduire un partenaire (sélection sexuelle) : si un mutant superbement adapté à la survie ne peut se trouver de partenaire sexuel, sa mutation utile ne se transmettra pas non plus.
Il nomme l'ensemble des deux sélections naturelles.
Le premier de ces deux facteurs, dans une planète majoritairement sous le régime de la pénurie, a mobilisé l'essentiel de l'attention des chercheurs, au détriment parfois du second. Dans The Mating Mind, Geoffrey Miller passe en revue 17 points du processus d'attraction sexuelle dans l'espèce humaine (toutes latitudes confondues, c'est-à-dire en ne tenant pas compte des éléments spécifiques à telle ou telle culture), et s'attache à montrer que tout se passe comme si ces critères correspondaient à une volonté inconsciente d'eugénisme positif. La lecture du livre peut laisser – et laisse en général – une impression de malaise en raison de cette détermination invisible (apparemment) de nos choix réputés les plus personnels.
Deux personnages de fiction passés tous deux au rang d'archétypes sont notamment invoqués pour illustrer le rôle sous-estimé de la sexualité dans le développement de l'art du langage : Cyrano de Bergerac et Shéhérazade.
Geoffrey Miller indique ensuite que ces critères, s'ils répondaient très bien aux nécessités d'une époque plus ancienne, ne sont plus forcément tous adaptés au monde actuel (il y a un mismatch adaptatif), ni aux aspirations d'une vie de couple réussie. Il consacre un de ses chapitres à décrire les avantages potentiels que peut espérer celui qui parviendrait à s'en abstraire.

## Réception
Le livre est critiqué par le psychologue évolutionniste James R. Roney, qui juge ses théories « séduisantes mais improbables » (likeable but unlikely).
L'anthropologue John Wagner, dans la revue Human nature, considère que Miller fait une erreur en opposant sélection naturelle et sélection sexuelle, deux phénomènes qui ne peuvent être dissociés. Il lui reproche de vouloir tout expliquer à l'aune de sa théorie, et partant, de ne rien prouver du tout. Il recommande toutefois la lecture du livre, les idées présentées étant susceptibles de stimuler les discussions pour des années.